# Damernas svikthopp i simhopp vid olympiska sommarspelen 1980
Damernas svikthopp i de olympiska simhoppstävlingarna vid de olympiska sommarspelen 1980 hölls den 20-21 juli i Olimpiysky Sports Complex.

## Medaljörer
| Event             | Guld                         | Silver                      | Brons                    |
| 3 meter svikthopp | Sovjetunionen Irina Kalinina | Östtyskland Martina Proeber | Östtyskland Karin Guthke |

## Resultat
| Placering | Hoppare                       | Kval   | Kval      | Final            | Final            | Final            | Final            |
| Placering | Hoppare                       | Poäng  | Placering | Poäng            | Placering        | ½ kval,          | Totalt           |
| --------- | ----------------------------- | ------ | --------- | ---------------- | ---------------- | ---------------- | ---------------- |
| 1         | Irina Kalinina (URS)          | 478,86 | 1         | 486,480          | 1                | 239,430          | 725,910          |
| 2         | Martina Proeber (GDR)         | 450,99 | 3         | 473,400          | 2                | 225,495          | 698,895          |
| 3         | Karin Guthke (GDR)            | 435,21 | 4         | 467,640          | 3                | 217,605          | 685,245          |
| 4         | Zjanna Tsjrulnikova (URS)     | 454,35 | 2         | 446,490          | 5                | 227,175          | 673,665          |
| 5         | Martina Jäschke (GDR)         | 427,47 | 6         | 454,380          | 4                | 213,735          | 668,115          |
| 6         | Valerie McFarlane (AUS)       | 413,97 | 7         | 444,060          | 6                | 206,985          | 651,045          |
| 7         | Irina Sidorova (URS)          | 432,57 | 5         | 433,980          | 8                | 216,285          | 650,265          |
| 8         | Lourdes González (CUB)        | 409,65 | 8         | 435,180          | 7                | 204,825          | 640,005          |
| 9         | Guadalupe Canseco (MEX)       | 407,52 | 9         | Gick inte vidare | Gick inte vidare | Gick inte vidare | Gick inte vidare |
| 10        | Antonette Wilken (ZIM)        | 402,21 | 10        | Gick inte vidare | Gick inte vidare | Gick inte vidare | Gick inte vidare |
| 11        | Susanne Wetteskog (SWE)       | 399,06 | 11        | Gick inte vidare | Gick inte vidare | Gick inte vidare | Gick inte vidare |
| 12        | Ildikó Kelemen (HUN)          | 391,68 | 12        | Gick inte vidare | Gick inte vidare | Gick inte vidare | Gick inte vidare |
| 13        | Heidemarie Bártová (TCH)      | 390,39 | 13        | Gick inte vidare | Gick inte vidare | Gick inte vidare | Gick inte vidare |
| 14        | Deborah Hill (ZIM)            | 390,27 | 14        | Gick inte vidare | Gick inte vidare | Gick inte vidare | Gick inte vidare |
| 15        | Ruxandra Lucia Hociota (ROU)  | 389,10 | 15        | Gick inte vidare | Gick inte vidare | Gick inte vidare | Gick inte vidare |
| 16        | Elsa Tenorio (MEX)            | 389,01 | 16        | Gick inte vidare | Gick inte vidare | Gick inte vidare | Gick inte vidare |
| 17        | Carmen-Belen Nuñez (ESP)      | 388,32 | 17        | Gick inte vidare | Gick inte vidare | Gick inte vidare | Gick inte vidare |
| 18        | Jennifer Donnet (AUS)         | 376,77 | 18        | Gick inte vidare | Gick inte vidare | Gick inte vidare | Gick inte vidare |
| 19        | Sonia Fernandez (ESP)         | 370,95 | 19        | Gick inte vidare | Gick inte vidare | Gick inte vidare | Gick inte vidare |
| 20        | Alison Drake (GBR)            | 368,01 | 20        | Gick inte vidare | Gick inte vidare | Gick inte vidare | Gick inte vidare |
| 21        | Annie Liljeberg (SWE)         | 365,25 | 21        | Gick inte vidare | Gick inte vidare | Gick inte vidare | Gick inte vidare |
| 22        | Deborah Jay (GBR)             | 362,73 | 22        | Gick inte vidare | Gick inte vidare | Gick inte vidare | Gick inte vidare |
| 23        | Felicia Liliana Cîrstea (ROU) | 354,33 | 23        | Gick inte vidare | Gick inte vidare | Gick inte vidare | Gick inte vidare |
| 24        | Isabele Aréne (FRA)           | 345,06 | 24        | Gick inte vidare | Gick inte vidare | Gick inte vidare | Gick inte vidare |